# Marion (Wisconsin)
Marion is een plaats (city) in de Amerikaanse staat Wisconsin, en valt bestuurlijk gezien onder Shawano County en Waupaca County.

## Demografie
Bij de volkstelling in 2000 werd het aantal inwoners vastgesteld op 1297. In 2006 is het aantal inwoners door het United States Census Bureau geschat op 1242, een daling van 55 (-4,2%).

## Geografie
Volgens het United States Census Bureau beslaat de plaats een oppervlakte van 5,7 km², waarvan 5,5 km² land en 0,2 km² water. Marion ligt op ongeveer 281 m boven zeeniveau.

## Plaatsen in de nabije omgeving
De onderstaande figuur toont nabijgelegen plaatsen in een straal van 20 km rond Marion.